# Mord in New Hampshire
Mord in New Hampshire (Originaltitel: Murder in New Hampshire: The Pamela Wojas Smart Story) ist ein US-amerikanischer Thriller aus dem Jahr 1991. Regie führte Joyce Chopra, das Drehbuch schrieb William Wood. Die Handlung des Films basiert auf einer wahren Begebenheit aus dem Jahr 1990 (siehe Artikel zu: Pamela Smart).

## Handlung
Die verheiratete Lehrerin Pamela Smart ist frustriert und träumt von einer Karriere im Fernsehen. Sie bewirbt sich um eine Stelle beim lokalen Fernsehsender, wird jedoch abgelehnt. Smart verführt ihren 15-jährigen Schüler William Flynn und überredet ihn, ihren hoch versicherten Ehemann zu töten, damit sie dessen Lebensversicherung bekommt. Nach dem Mord wird sie der Beistiftung beschuldigt und vor Gericht gestellt.

## Kritiken
Film-Dienst schrieb, Mord in New Hampshire sei ein „durchschnittlicher Kriminalfilm“.
Die Zeitschrift TV Spielfilm schrieb, der Film verschenke das „runtergekurbelt“ dargestellte Thema.

## Auszeichnungen
Robert Florio wurde im Jahr 1992 für den Preis Eddie der American Cinema Editors nominiert.

## Hintergründe
Der Film wurde in Charlotte (North Carolina) gedreht. Seine Premiere im US-amerikanischen Fernsehen fand am 24. September 1991 statt. Die Handlung beruht auf wahren, im Jahr 1991 stattgefundenen Ereignissen, die im Jahr 1995 in der schwarzen Komödie To Die For mit Nicole Kidman in der Hauptrolle erneut gezeigt wurden.